# Toxicomanie
Toxicomania sau Narcomania este dependența unor persoane dependente de substanțe stupefiante. Persoanele care suferă de asemenea deranjamente se numesc toxicomani sau narcomani. Există denumiri specifice pentru dependența de anumite substanțe determinate.
Dependența de substanțe, cunoscută și sub numele de dependență de droguri, este o stare adaptivă care se dezvoltă din administrarea repetată a drogului și care are ca rezultat sevrajul la încetarea consumului de droguri. O dependență de droguri, un concept distinct față de dependența de substanțe, este definită ca o utilizare compulsivă, în afara controlului, în ciuda consecințelor negative. Un medicament dependent este un medicament care este atât recompensarea, cât și consolidarea. DeltaFosB, un factor de transcriere a genei, este acum cunoscut ca fiind o componentă critică și un factor comun în dezvoltarea practic a tuturor formelor obișnuințe comportamentale și de droguri, dar nu dependență.

## Cele mai populare substanțe în toxicomanie

### Medicamente care conțin toluen
Deoarece toluenul în forma sa pură este interzis, este destul de greu să-l cumperi la vânzare, deci substanțele toxice utilizează substanțe care conțin toluol: acestea pot fi diferite branduri de adezivi, lacuri și solvenți care sunt inhalate prin ambalaj. În funcție de concentrația de toluen, efectul halucinogen are loc cu o durată diferită de inhalare.

### Benzine
În ciuda creșterii costului benzinei, acesta este încă mult mai mic decât prețul acelorași solvenți, dar efectul său este aproximativ același cu cel al substanțelor care conțin toluol. Vaporii de benzină sunt consumați nu numai prin saci, ci și prin sticle de plastic.

### Gaz de uz casnic
Principala sursă de gaze naturale sunt cilindrii pentru umplerea brichetelor, precum și a brichetelor. Inhalarea gazelor se face prin prinderea supapei cilindrului combinată cu o respirație profundă cu dinții. După câteva respirații profunde, halucinațiile apar pentru câteva minute. În viitor, acest lucru se poate repeta. Abuzul de gaze sau substanțe (în mod obișnuit "sniffing") este cel mai periculos tip de abuz de substanțe. Gazul nu lasă în urmă un miros, nu are un gust atât de urât și se volatilizează ușor. Dar, în același timp, poate provoca asfixierea datorată umplerii plămânilor și deplasarea oxigenului și pierderea conștiinței cu un rezultat fatal. Este tocmai asfixierea datorată excluderii aerului din plămâni, care este cea mai frecventă cauză de deces al dependenților de gaz. Merită să ne amintim că pentru a calcula doza halucinogenă și letală de gaz este aproape imposibilă.
Nu uitati ca durata medie de viata a unui dependent sistemic inveterate rar depaseste 2 ani de la data inceperii utilizarii regulate a produselor chimice de uz casnic in alte scopuri. Există, de asemenea, un mit despre utilizarea acetonului de către dependenți. Acetona nu este halucinogenă sau intoxicantă și nu este utilizată în abuzul de substanțe.

## Toxicomania pasivă
Abuzul de substanțe abuzive este un fenomen în care victima otrăvirii chimice nu intenționează să utilizeze nici o substanță chimică, dar în procesul de lucru (de exemplu, renovarea apartamentului, mobilierul sau fabricarea anumitor produse) respiră în fumul acelor substanțe, ceea ce poate duce la intoxicații toxice și halucinații. Cel mai adesea acest lucru are loc într-un spațiu închis. Măștile de gaz, respiratoarele și ventilația sunt folosite pentru a combate acest lucru, dar se întâmplă adesea ca anumite condiții să nu permită respectarea măsurilor de siguranță atunci când folosesc astfel de substanțe. Au fost de asemenea multe cazuri când, după utilizarea materialelor de finisare de calitate slabă, ca material de vopsea de alt scop, spațiul închis a devenit literalmente o cameră de gazare. Aceasta înseamnă că o persoană care trăiește sau lucrează în astfel de spații poate să nu observe pentru sine că devine abuzator de substanțe.